# Raimo Vilén
Raimo Kalevi Vilén (né le 10 août 1945 à Artjärvi) est un ancien athlète finlandais, spécialiste du sprint.
Il bat le record de Finlande sur 100 m à Édimbourg en 1973. Médaille de bronze à Rotterdam, lors des Championnats d'Europe d'athlétisme en salle 1973 sur 60 m.
Il bat le record de Finlande du 4 × 100 m lors des Jeux olympiques de 1972 à Munich, en 39 s 30. L'équipe du relais est composée d'Antti Rajamäki, Raimo Vilén, Erik Gustafsson et Markku Juhola : c'est le plus ancien record du relais, encore non battu en 2009.